# 9470 Жуссьє
9470 Жуссьє (9470 Jussieu) — астероїд головного поясу, відкритий 26 липня 1998 року.
Тіссеранів параметр щодо Юпітера — 3,182.